# Wezwanie Tunezji
Wezwanie Tunezji, Głos Tunezji (arab. حركة نداء تونس, Harakat Nida Tunis; fr. Appel de la Tunisie lub Nidaa Tounes) – tunezyjska centrolewicowa partia polityczna o profilu sekularystycznym. 

## Historia
Została założona 16 czerwca 2012 przez grupę działaczy związanych w przeszłości z Zgromadzeniem Demokratyczno-Konstytucyjnym i otoczeniem prezydenta Zajn al-Abidina ibn Alego. Na jej czele stanął były premier i szef parlamentu Al-Badżi Ka’id as-Sibsi. Partia należała do bloków politycznych Unia na rzecz Tunezji oraz Front Ocalenia Narodowego, jednak wystąpiła z nich by samodzielnie wziąć udział w wyborach parlamentarnych 26 października 2014, które wygrała uzyskując 37,56% głosów i 86 miejsc w 217-osobowym parlamencie.
W drugiej turze wyborów prezydenckich w Tunezji, które odbyły się 23 listopada i 21 grudnia 2014 Al-Badżi Ka’id as-Sibsi zdobył 55,68% głosów i pokonał urzędującego prezydenta Al-Munsifa al-Marzukiego, który otrzymał 44,32% głosów. 31 grudnia 2014 as-Sibsi został oficjalnie zaprzysiężony na stanowisku głowy państwa. Z partii wywodzi się dwóch kolejnych premierów Tunezji – Al-Habib as-Sid (2015–2016) i Jusuf asz-Szahid (2016–2020).

## Ideologia
Ugrupowanie ma świecki charakter, określa się jako ugrupowanie socjaldemokratyczne i centrolewicowe. Występują w niej ponadto znaczące nurty reprezentujące gospodarczy liberalizm.